# Vinaccia

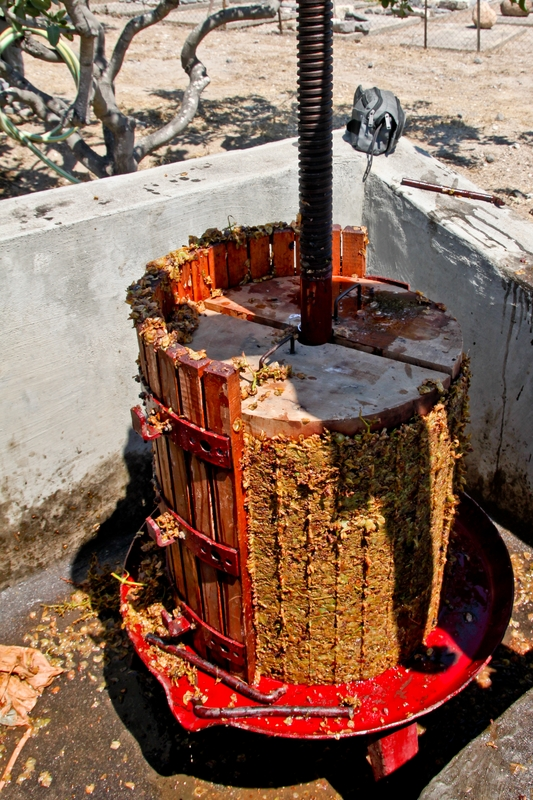
Vinaccia all'interno di un torchio

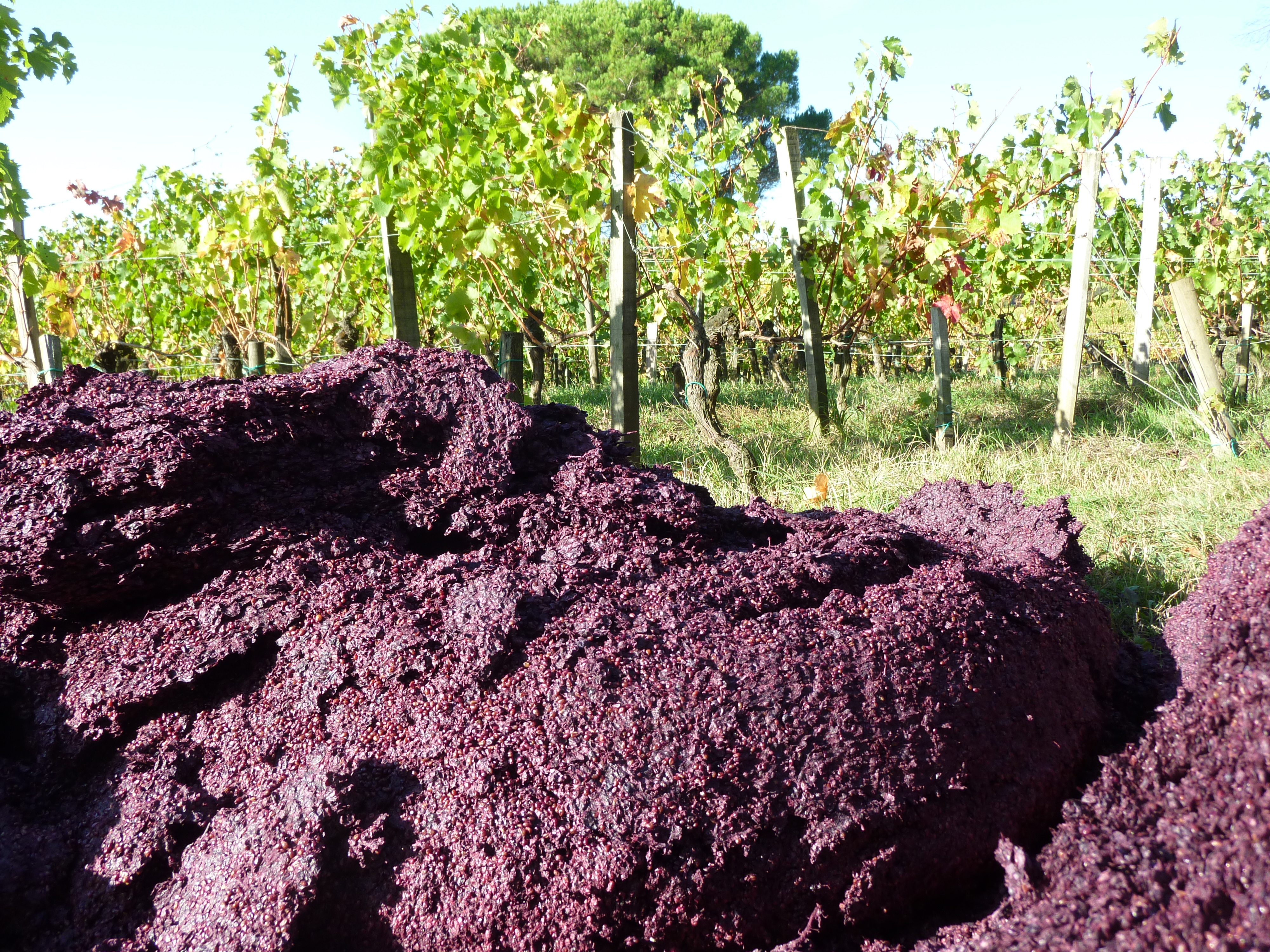
Vinacce di uva a bacca rossa dopo la pressatura

La vinaccia è la buccia dell'uva comprensiva dei vinaccioli, i semi dell'uva, solitamente senza raspo, o graspo (la struttura legnosa che funge da scheletro a un grappolo d'uva), eventualmente accompagnata da residui di vino o di mosto parzialmente fermentato. In pratica, la vinaccia è ciò che rimane da un acino d'uva, eliminata la sola polpa. Occorre non confondere la vinaccia con la feccia.

## Tipi
La vinaccia può essere "fermentata" o "vergine" (quest'ultima anche detta "dolce"):
- la vinaccia fermentata ha subito la trasformazione degli zuccheri in alcol da parte dei lieviti. Solitamente la vinaccia fermentata si ottiene durante la produzione del vino rosso, in quanto la vinaccia resta a contatto con il mosto - vino almeno 5/6 giorni;
- la vinaccia vergine (o dolce) non ha ancora subito la fermentazione, e deriva da lavorazioni di vini bianchi, nella quale le bucce e i vinaccioli vengono separati dal mosto prima della fermentazione alcolica.

La vinaccia può anche avere caratteristiche intermedia (vinaccia semi-vergine) se è stata a contatto con il mosto in fermentazione solo per pochi giorni, come nel caso di vinificazioni in rosato di uve rosse, oppure quelle per realizzare vini dolci.
Nel caso di vinacce derivate da vinificazione in rosso occorre sempre precisare se trattasi di prodotto diraspato o meno (anche se per produzione di distillati i raspi sono quasi sempre eliminati, totalmente o parzialmente).

## Utilizzi

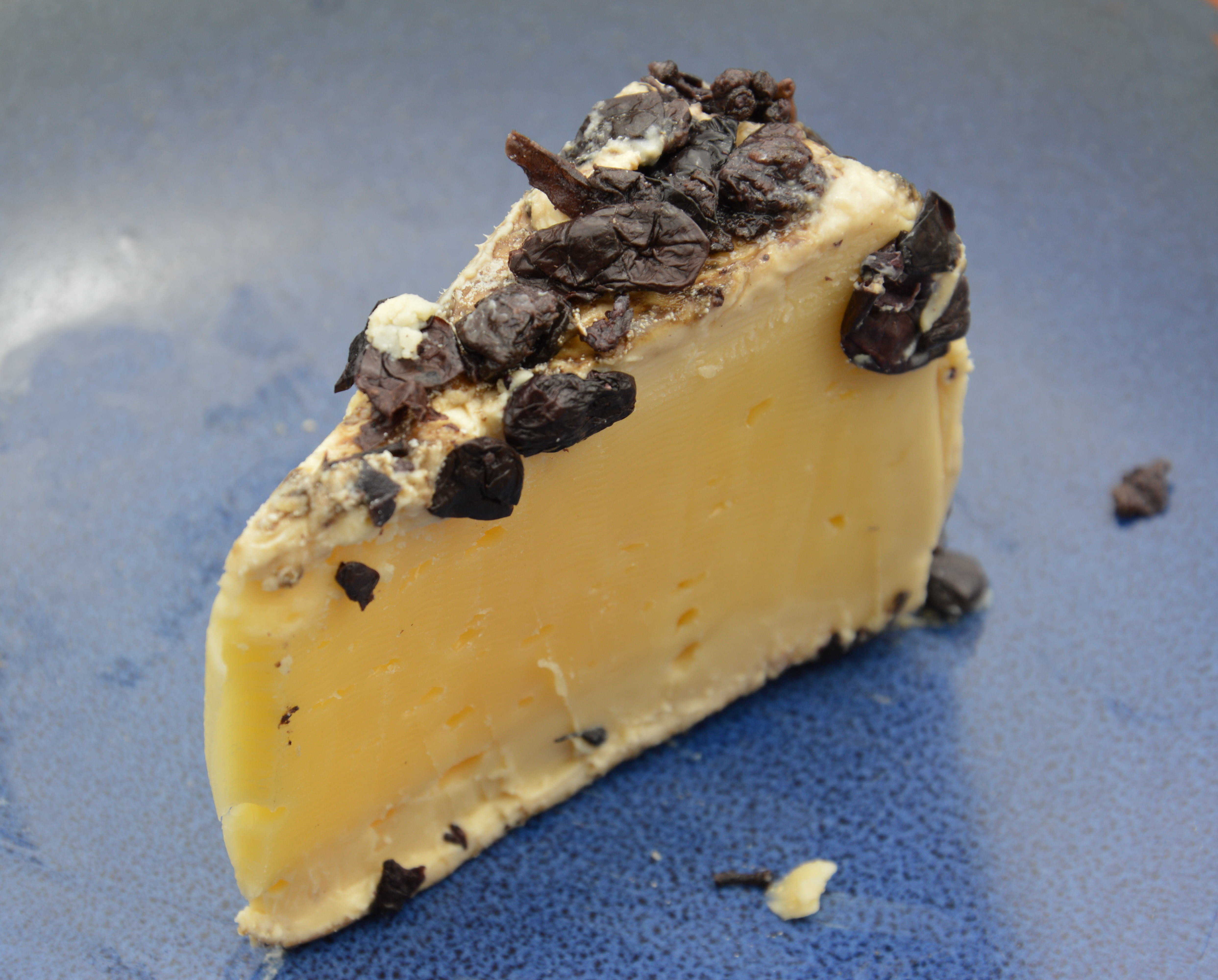
Una toma savoiarda alle vinacce

La vinaccia si usa come materia prima per la produzione della grappa. Può anche essere utilizzata nella conservazione dei formaggi oppure dei peperoni, ottenendo i "peperoni sotto vinaccia". Sotto le vinacce preventivamente trattate si pongono anche le rape per la preparazione di un tipico piatto del Friuli: la broade.
In alcune zone d'Italia (ad esempio nelle Marche) è utilizzata per produrre l'acquaticcio, una bevanda ottenuta dalla fermentazione di vinacce e zucchero in acqua.
In agricoltura, e in particolare in orticoltura e nel giardinaggio, la vinaccia può essere utilizzata come ammendante, cioè per migliorare la struttura del terreno. Altri utilizzi sono quelli come foraggio per animali oppure, previa essiccazione, come combustibile..